# Hertugdømmet Modena
Hertugdømmet Modena og Reggio (Ducato di Modena e Reggio) lå i det nordlige Italien og eksisterede i to omgange mellem 1452 og 1859. Det blev givet til Borso d'Este af den tysk-romerske kejser Frederik 3. Staten fungerede i mange år som en stabiliserende buffer mellem det Tysk-Romerske rige og Kirkestaten. 
Med Napoleons sejre i Italien forsvandt landet og blev en del af Kongeriget Italien (1805-1814), som blev styret af Napoleon. Som følge af hans nederlag i 1814 genopstod det og blev tildelt den hertugelige familie Østrig-Este, som var en sidegren til Habsburgerne.
Efter revolutionen i 1859 blev hertugen afsat, og landet blev indlemmet i Mellemitaliens Forenede Provinser, som selv blev en del af det nye Italien.
I dag er Lorenz af Østrig-Este tronprætendent. Han fører titlen hertug af Modena.